# گروه اعزامی کیچو

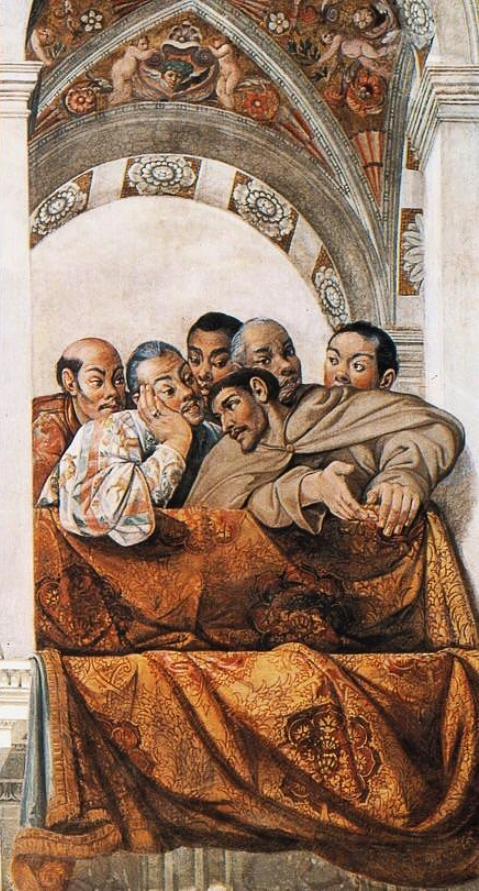
نقاشی‌ای از لوئیس سوتلو در حال گفتگو با هاسه‌کورا تسونه‌ناگا در روم

گروه اعزامی کیچو (به ژاپنی: 慶長遣欧使節) به واقعه‌ای در دوره کیچو و در سال (۱۶۱۳) اشاره دارد که در طی آن یک مبلغ مسیحی از فرقه فرانسیسکن بنام لوئیس سوتلو به عنوان نماینده ارشد به همراه هاسه‌کورا تسونه‌ناگا به عنوان معاون نماینده، توسط دایمیوی قلمروی سندای، داته ماسامونه دایمیوی قلمروی سندای، به جهت گفتگو و رساندن پیغام دولت ژاپن به فیلیپ سوم (۱۵۷۸–۱۶۲۱)، شاه اسپانیا و همچنین پاپ، پل پنجم به اروپا فرستاده شدند. این گروه نخستین ژاپنی‌هایی ثبت شده‌ای بودند که از اقیانوس آرام گذشته و به اروپا رسیدند. هدف از اعزام این هیئت مذاکره با اسپانیا در جهت تجارت با قلمروی سندای (تجارت از طریق اقیانوس آرام) بود. پس از ممنوعیت مسیحیت در ژاپن روابط با اسپانیا به سردی گرائید و در نتیجه مذاکره با این کشور و اعزام هیئت دیپلماتیک بی‌نتیجه ماند.

## زمینه
در عصر کاوش (از قرن پانزده و تا قرن هفده) نیروهای اروپایی در سراسر جهان توانستند مناطقی را به صورت مستعمره دربیاورند. در ابتدا دو کشور کاتولیک پرتغال و اسپانیا فعالیت در این زمینه را آغاز کردند. در منطقه اقیانوس آرام، در سال ۱۵۶۵ اسپانیا توانست با استعمار کشور فیلیپین و به حرکت درآوردن کشتی‌های بازرگانی مانند مانیلا گالنون و غیره سود بسیاری را به دست بیاورد. پرتغال در سال ۱۵۵۷ ماکائو (در کشور چین کنونی) را به استعمار درآورده و پایگاه خود قرار داد. از طرف دیگر دو کشور پروتستان مذهب انگلستان و هلند با تأخیر نسبت به دو کشور پرتغال و انگلستان فعالیت استعماری خود را آغاز کردند.
در سال ۱۶۰۰ میلادی کشتی لیفده در ولایت بونگو (استان اوئیتای کنونی) پهلو گرفت و پس از آن توکوگاوا ایه‌یاسو، ویلیام آدامز (دریانورد) را که با این کشتی به ژاپن رسیده بود به عنوان مشاور خود در ارتباط با روابط با اروپا انتخاب کرد.
در این دوره بود که داته ماسامونه دایمیوی قلمروی سندای، به شوگون وقت توکوگاوا ایه‌یاسو پیشنهاد داد که با کشتی تازه ساخته شده در این قلمرو به منظور گسترش تجارت با اسپانیا یک هیئت به این کشور فرستاده شود. در سال ۱۵۸۲ نیز گروه اعزامی تنشو (از راه چین) به منظور کمک به گسترش مسیحیت به اروپا فرستاده شده بود ولی این بار هدف از اعزام این گروه توسط داته ماسامونه که معتقد به دین بودایی بود تنها بهبود تجارت بود.

### رودریگو د ویورو
در ۳۰ سپتامبر سال ۱۶۰۹، فرماندار کل فیلیپین بنام رودریگو د ویورو، با کشتی سان فرانسیسکو در راه بازگشت به کشورش مکزیک، در نزدیکی سواحل استان چیبا در ژاپن با ۳۷۳ خدمه غرق شد اما بسیاری از سرنشینان کشتی توانستند خود را به ساحل رسانده و نجات دهند. از دو کشتی دیگر که همراه رودریگو بودند، «کشتی سانتا آنا» به یکی دیگر از بندر ژاپنی به سلامت رسید، اما از سوی دیگر، «کشتی سن آنتونیو»، ناپدید شد. رودریگو ۹ ماه در ژاپن به سر برد و با کمک لوئیس سوتلو به‌طور گسترده با مقامات ژاپنی ملاقات کرد.
در ماه اوت ۱۶۱۰، یک کشتی توسط ویلیام آدامز (دریانورد)، بنام سان بوئنا ونتورا ساخته شد. هر چند رودریگو می‌توانست زودتر از این موعد با کشتی سانتا آنا ژاپن را ترک کند، اما از آنجائیکه می‌خواست ۲۳ نفر ژاپنی را با خود به همراه ببرد و آن‌ها را بدون مشکل به اسپانیای نو برساند، صبر کرد. در راه بازگشت رودریگو با ۲۳ نمایندگان ژاپن و تاناکا شوسوکه همراه بود. آن‌ها تبدیل به اولین ژاپنی‌هایی شدند که برای عبور از اقیانوس آرام نامشان ثبت شده‌است. در این سفر همچنین یکی از کشیش‌های انجمن فرانسیسکن بنام پدر آلونسو مونوس که نماینده رسمی توکوگاوا ایه‌یاسو برای مذاکره تجاری با مقامات اسپانیایی بود، با آنان همراه شد. شوگون نیز به آن‌ها معادل ۴۰۰۰ سکه برای انجام سفر قرض داد.
رودریگو در طول اقامت خود در ژاپن، یک پیمان نامه تجاری با ژاپن منعقد کرد که در آن گرفتن حق ویژه برای کشتی‌سازی اسپانیا و احداث یک پایگاه دریایی در شرق ژاپن در ازای گسترش تجارت با ژاپن و بهره بردن ژاپن از فن استخراج نقره در مکزیک مطرح شده بود. رودریگو همچنین نقشه‌برداری از سواحل ژاپن و آزادی برای فعالیت‌های کشیش‌های کاتولیک و اخراج هلندی را از شوگون سالاری توکوگاوا درخواست کرد.
لوئیس د ولاسکو، نایب السلطنه اسپانیای نو (مکزیک)، از ۲۳ ژاپنی به‌خوبی استقبال کرد و رضایت خود را از نحوهٔ برخورد با ملوانان اسپانیایی در ژاپن بیان کرد. سپس او تصمیم گرفت برای ایجاد یک سفارت در ژاپن یک کاوشگر معروف بنام سباستین ویزکینو را به این کشور اعزام کند. سباستین ویزکینو همچنین مأمور بازگرداندن ۴۰۰۰ سکه‌ای شد که از شوگون قرض گرفته شده بود.

### سباستین ویزکینو
در سال ۱۶۱۱، سباستین ویزکینو به همراه یک هیئت ژاپنی به رهبری تاناکا شوسوکه که قبلاً به مکزیک رفته بود به ژاپن رسید. به عنوان سفیر اسپانیای نو (مکزیک)، ویزکینو با شوگون دوم توکوگاوا هیده‌تادا و پدرش، شوگون بازنشسته اول، توکوگاوا ایه‌یاسو، شوگون سالاری توکوگاوا ملاقات کرد. با این حال، به علت بی‌توجهی و ناآشنایی ویزکینو با قوانین و مقررات ژاپنی، این ملاقات و نحوهٔ گفتگوی او به روابط دیپلماسی بین دو کشور خدشه وارد کرد. پس از گرفتن اجازه در سال ۱۶۱۲، وی در سواحل شرق ژاپن، به قصد پیدا کردن دو جزیره افسانه‌ای به نام «ریکو د اورو» و «ریکو د پلاتا» راهی آب‌های شرق ژاپن شد. اما نتوانست که این دو جزیره را پیدا کند و به خاک ژاپن بازگشت. وی در ۲۲ مارس ۱۶۱۱ ژاپن را ترک کرد، ولی پس از غرق شدن کشتی‌اش ناچار دوباره به ژاپن برگشت.

## گاهشماری رویداد
سباستین ویزکینو در ۲۸ اکتبر سال ۱۶۱۳ با یک کشتی بادبانی ژاپنی تازه ساخته شده بنام کشتی سان خوان باتیستا به مکزیک بازگشت. این اولین سفر این کشتی بود و در طی این سفر ۱۸۰ نفر ژاپنی، به رهبری هاسه‌کورا تسونه‌ناگا (مسیحی مذهب) و کشیش اسپانیایی لوئیس سوتلو نیز به همراه سباستین ویزکینو به مکزیک اعزام شدند.
- کشتی سان خوان باتیستا در تاریخ ۲۵ ژانویه ۱۶۱۴ به آکاپولکو در مکزیک رسید.
- ۲۴ مه ۱۶۱۴؛ هاسه‌کورا تسونه‌ناگا به شهر مکزیکو سیتی وارد شد.
- ۱۰ ژوئن ۱۶۱۴؛ هاسه‌کورا تسونه‌ناگا به همراه هیئت ژاپنی وراکروس را که در کنارهٔ اقیانوس اطلس واقع است، با کشتی سان خوزه ترک کردند.
- ۲۳ ژوئیه، به هاوانا در کوبا وارد شده و ۷ اوت این کشور را ترک کردند.
- ۵ اکتبر، کشتی آنان به سنلوکار د برامدا در جنوب اسپانیا رسید و مدتی نیز این هیئت دیپلماتیک در شهر سویا اقامت کرد.
- ۲۰ دسامبر این هیئت به پایتخت مادرید وارد شد و هاسه‌کورا تسونه‌ناگا در ۳۰ ژانویه ۱۶۱۵ توانست با فیلیپ سوم دیدار کند. در ۲۲ اوت این هیئت اسپانیا را به قصد روم ترک کرد.
- ۲۵ اکتبر ۱۶۱۵ هاسه‌کورا تسونه‌ناگا به روم وارد شد و هاسه‌کورا تسونه‌ناگا در سوم نوامبر توانست با پل پنجم دیدار و گفتگو کند.
- ۷ ژانویه ۱۶۱۶، هاسه‌کورا تسونه‌ناگا روم را ترک کرده و دوباره به شهر سویا در اسپانیا برگشت.
- ۴ ژوئیه ۱۶۱۷، هاسه‌کورا تسونه‌ناگا دوباره به مکزیک و در ۱۰ اوت ۲۰۱۸ به مانیل در فیلیپین رسید.
- ۲۰ اوت ۱۶۲۰، هاسه‌کورا تسونه‌ناگا به ژاپن برگشت و در ۷ اوت ۱۵۲۲ درگذشت.
- کشیش و مبلغ مسیحی لوئیس سوتلو که به‌طور مخفیانه از مانیل به ژاپن وارد شده بود در ۲۲ اکتبر ۱۵۲۲ دستگیر شد و در ۲۵ اوت ۱۵۲۴ در سن ۴۹ سالگی در اومورا، ناگاساکی به روش زنده سوزاندن کشته شد.